# 第九届全国人民代表大会代表名单
中华人民共和国第九届全国人民代表大会代表，共有2983人，任期從1998年3月至2003年3月。

## 北京（60人）
王文京、王忠诚、王玲飞、王昭钺、王选、王润、王维城、毛达如、仉振亮（回族）、代淑兰、过慧芬、毕群、任明、庄毅、刘长瑜、刘红军、刘英、刘淇、江小珂、孙维刚、李文海、李金海、李乾构、李铭陶、李鹏、李福成、杨周南、吴树青、何鲁丽、余永宁、汪统、汪家、宋世雄、张占林、张良基、张恭庆、张健民（满族）、张福森、陆善镇、陈伦芬、英若诚（满族）、林明美、尚秀云、罗益锋、金人庆、孟志元、胡亚美、段柄仁、洪绂曾、贾庆林、顾昂然、顾美玲、钱青、徐炳忠、凌爱宜、高丽朴、陶西平、傅铁山、蔡瑶铣、霍达（回族）

## 天津（45人）
于淑珍、王光英、王明时、王家瑜、卢金发、皮黔生、师春生、朱坦、乔晓阳、刘兆福、刘如琦、刘志嘉、刘晋峰、牟怀善、李伯勇、李学琴、李盛霖、李瑞环、杨家杰、何荣林、应松年、沈建业、张元龙、张立昌、张应吉、张宏仁、张慧玲（朝鲜族）、陈超英、郑义（壮族）、单平、孟昭瑞、赵克正、赵陆一、赵桂芬、侯自新、姚和清、聂璧初、高德占、崔士光、寇士清、雷世钧、蔡世彦、潘义清、穆祥友（回族）、戴锡孟

## 河北（120人）
于天瑞、么志义、马兰翠、马家骥（满族）、王天义、王加林、王幼辉、王光明、王旭东、王秀珍、王宝银、王承效、王保祥、王菊、王辅捷、王瑞中、王韶华、孔丹、龙庄伟（苗族）、叶连松、申礼成、申桂茹、成思危、毕又澄、曲修霞、吕吉泽、刘文元、刘汉章、刘金鱼、刘宜贵、刘彦彬、刘海胜、刘淑敏（回族）、刘鹤、关芳秋（满族）、汤国华、安路勤、许永跃、孙秀兰、李长庚、李永怀、李寿龄、李秀芬（回族）、李宝元、李建昌、李俊渠、李炳良、李恩复、杨迁、吴砚田、吴德馨、何文杰、何兴身、何香涛、佟志广、佟淑芸（满族）、汪利娟（满族）、张玉江、张庆华、张芸玲、张知学、张和、张宝义、张秋阳、张焕余（满族）、张新建、张静、张震环、陈世、陈丙珍、范美丽、尚金锁、罗全中、金仲鸣（满族）、周振德、郑玉香、孟宪章、赵军、赵国忠、赵振国（回族）、赵铁练、赵殿轩、赵德平、胡光宝、要世威、钮茂生（满族）、俞泽猷、闻志宽（回族）、洪天敏、姚小尧、姚希贤、秦朝镇、晋心翠、贾体新、夏亨熹、徐敦信、徐冀、殷丙戌、郭成志、郭自然、郭建模、郭海秀、郭德民、唐顺义、曹宝华、崔翔、康庆德、阎文彬、阎恩荣、董培城、韩生雨、韩振国、韩葆珍、程有志、程维高、傅贵武（蒙古族）、蒲天惠、赖在抗、解仁义、蔡东晨

## 山西（69人）
马巧珍、马林凤、王以铭（回族）、王书明、王玉田、王纪仁、王梦飞、王雪萍、王跃胜、亢龙田、卢功勋、卢金城、申纪兰、申维辰、申联彬、田成平、田桂兰、冯其福、朴永哲（朝鲜族）、曲慧敏、朱礼厚、仲济学、任建新、孙文盛、杜五安、杜玉林、李大东、李双良、李立功、李英明、李振生、李振吾、杨紫烜、来玉龙、来金烈、吴菊仙、张邦应、张光玉、张国祥、张奎、张俊林、陈鹏飞、欧学联、周佩玉、周满祥、郑友三、郑建邦、赵杰、赵建贞、赵晓颖、赵锁祥、胡富国、段丽卿、姚启辉、秦晓、耿根喜、高玉文、黄有泉、曹中厚、曹福成、梁国英、梁映光、梁豫秦、彭墀、董鑑昭、韩长安、程明远、谭华生、魏德卿

## 内蒙古（57人）
于兴隆（蒙古族）、于铁夫（蒙古族）、马林、马德海、王先士、王先进、王绍贞、王维山（蒙古族）、云二柱（蒙古族）、云文广（蒙古族）、云德奎（蒙古族）、牛玉儒（蒙古族）、乌云其木格（蒙古族）、孔令宏、布赫（蒙古族）、平子良、卢德勋、田英（满族）、包金山（蒙古族）、冯士亮、冯笠、曲文（鄂伦春族）、吕秋娥、任英超、刘明祖、杜古（鄂温克族）、李荣禧、李振东、杨焕有、吴崇财、宋志民、张功平、张丽华、张喜武、陈寿朋、陈朋山、奇英成（蒙古族）、牧兰（蒙古族）、周立新、周强、孟志毅（达斡尔族）、赵慧、郝文秀、胡玉林、胡达古拉（蒙古族）、查干（蒙古族）、郜彦茹、祝广垲、莫建成、贾才、特木尔巴特尔（蒙古族）、高桂珍、斯尔吉嘎瓦（蒙古族）、韩志然（蒙古族）、朝克（鄂温克族）、谢宏祖、雷·额尔德尼（蒙古族）

## 辽宁（116人）
丁德文、于世春、于治权、于学祥、于建华、于恩光、王大操、王子卿、王天然、王华彬、王守彬、王秀芬、王怀远、王国勋、王振秋、王淑媛、王福成、毛丰美（满族）、巴福荣（满族）、巴殿璞、左长林、丛正龙、包信和、包瑞玲（蒙古族）、冯玉忠、邢鹤林（蒙古族）、吕新久、朱相远、朱炳梁、刘广征、刘玠、刘宝林、刘相荣（回族）、刘洪达（满族）、关广生（满族）、祁雅民（满族）、许卫国、许焕刚、孙兴武（锡伯族）、李正德、李华忠、李经、李贵鲜、李桂芹（蒙古族）、李桂莲、李晓安、李鸿宾（回族）、李喜平、李静文、杨杰（回族）、吴启成、吴学锋、何大川、冷淑梅、宋木文、张丁华、张文成、张东生、张礼京、张在华、张利藩、张明元、张荣茂、张贵行、张前江（回族）、张振武、张新志、张毓茂、张鹤龄、陈方红、陈明月、陈忠表、陈素芝（满族）、陈慧、范方平、范敬宜、岳振东、金竹花（朝鲜族）、金连武（满族）、周银校、闻世震、姚咏、姚辉、秦百兰、袁福秀、贾毅、顾秀莲、顾金池、顾诵芬、柴天佑、徐廷生、高文田、高益荣、高继中、郭宗昌、席焕久（满族）、黄畋、黄素琴、黄恩元、戚其范、龚尚武、梁增镖、董万德、董令贻（满族）、董启凤、韩述岐、程耿东、程盛中、路文芳(蒙古族)、路成玉、褚光宇、慕绥新、滕卫平、潘兆魁、薄熙来、魏保威（满族)

## 吉林（71人）
马宁、马季春、马俊清、王云坤、王庆芝、王纯、王国发、王炳华、王家骐、王焕永、王维忠、王维澄、王照环、乌日图（蒙古族）、尹爱群、卢志民、叶才民、成自申、刘中树、刘凤英、刘玉林、刘永新、刘兴远、刘诗俊、刘润璞、刘淑莹、刘翔、牟丽芳、李本、李秀林、李述、李春敏、李树、李强（满族）、李锦斌、杨绍明、杨湘岚、杨新人、连建设、吴长淑（朝鲜族）、吴式枢、别胜学、谷长春、张龙俊（朝鲜族）、张明远、张俊先、金硕仁（朝鲜族）、赵吉斌、郝富霞、南相福（朝鲜族）、南顺姬（朝鲜族）、柏承强、姜春云、费安娜、骆德春、袁柏雄、耿昭杰、徐如人、桑逢文、桑粤春（满族）、黄百渠、曹和平、矫正中、傅菁芸、焦海坤、鲁宝凤、曾凡煦、曾孝箴、谢安山、谢铁骊、裴奉奎（朝鲜族）

## 黑龙江（105人）
丁乃今、于万岭、马成果、马军、马淑琴、马德、王之馥、王玉林、王志斌、王连铮、王良臣、王国学、王春梅、王桂文、王涛、尤建宏（赫哲族）、方春子（朝鲜族）、甘子玉、古宣辉、田凤山、田雨时、冯永明、朴元奎（朝鲜族）、朱钟植（朝鲜族）、朱惠云、伍增荣、刘世英（回族）、刘丽秋（满族）、刘海生、孙丕文、孙永纯、孙桂华、孙维本、孙普选、孙魁文、苏在兴、苏艳霞、杜显忠、李玉芝、李东春（朝鲜族）、李树田、李清林、杨士勤、杨信、杨喜军、吴庆沿、吴杰凯（满族）、吴南俊（朝鲜族）、何晓春(达斡尔族)、何淑兰、沈根荣、宋亚东、宋守勤、宋法棠、宋恩华、宋淑香、迟夙生、迟海滨、张弛、张连生、张树平、张洪田、张举、张绪武、陆燕荪、邵宏大、范广举、欧阳吟、尚鲜利、金克宁、周元生（回族）、周世昌、周有财、单荣范、孟广遂、赵金纯（满族）、赵学礼、赵桂英（满族）、段昌盛、闻雪友、姜亦栋、姜杰、姜鸿斌、贺荣芳、秦玉海、秦池江、袁晓黛、贾绍箕、贾树尔、徐有芳、徐振湖、徐福和、殷秀梅、高红岩、高明三、萨仁高娃(蒙古族)、曹广亮、盛祖宏、唱江华、阎树忠、尉健行、董世明、韩桂芝、谢勇、霍云霞

## 上海（69人）
于建敏、万国森、马桂宁、王小谟、王之珮、王午鼎、王鸿英、石礼文、叶叔华、田定宇、白同朔（满族）、朱士明、朱开轩、朱丽兰、朱明德、邬露露、刘伦贤、刘豫阳、江泽民、江建中、汤章城、许世远、许祖雄、孙贵璋、严义埙、苏培基、李大潜、李明豫、李金生、李淑铮、李葵南、杨奇庆（回族）、吴阶平、吴声雷、吴念祖、吴莉莉、何善权、何静芝、辛举德、张友隽、张兰生、张仲礼、陈丽龄、陈作义、陈桂芬、陈铁迪、陈祥麟、邵珍、范德官、周芝石、周家春、郑健龄、赵家镐、胡炜、祝均一、夏克强、夏秀蓉、徐匡迪、徐其华、高卢麟、郭建华、黄奇帆、黄菊、董浩林、韩杼滨、惠永正、薛全荣、薛明伦、魏光爱（回族）

## 江苏（152人）
丁佩玲、丁解民、于广洲、于顺华、于基汾、王永顺、王兴亚、王怀萍、王宏民、王林云、王振华、毛洪梅、公丕祥、方晞、尹国新、甘黎明、艾金梅、叶坚、包文霞、冯兰明、冯苏祥、冯健亲、过湘琴、回良玉（回族）、朱五华、朱正林、朱建平、朱家壁、朱萍、庄印芳、刘秀梵、刘鹤章、许仲梓、许忠兴、孙健国、纪彩虹、花法荣、苏定强、李玉坤、李先国、李全林、李岚清、李青、李庾南、李蕾、杨国桢、杨桂平、时匡、吴有生、吴美琴、吴瑞林、吴新雄、何椿霖、佘义和、沙春元（回族）、沈文荣、沈达人、沈辛荪、沈启鹏、沈珠江、沈福祥、宋诚宇、张大春、张玉台、张旭升、张怀西、张品华、张洪熙、张雄、张霓、张瀚、陆卫国、陆学艺、陈万年、陈叶俊、陈明、陈焕友、陈湘陵、陈锡生、陈德铭、邵荣世、罗玉玲、季允石、金以铭、金怀友、周大平、周小同、周古城、周秀骥、周桑漪、周耀庭、郑大慈、郑斯林、孟金元、赵奇僧、赵学凤、郝波、荣际凯、胡德芳、柏苏宁、侯建伟、俞兴德、俞敬忠、施学道、姜永荣、姜哲、姜德明、姚振炎、姚福宝、秦顺亭、夏耕、顾芗、顾冠群、顾晓松、顾浩、顾黄初、顾煜麟、钱月宝、钱红菱、钱易、钱海鑫、徐家基、徐德郁、郭小丁、黄为一、黄翠玉、曹幼铉、曹鸿鸣、盛华仁、崔桂亮、阎成米、蒋进、蒋树声、程亚民、傅寿仲、童傅、谢美兰、楼文英、虞云耀、虞志敏、蔡秀民、管晓虹、谭泉海、翟浩辉、熊翠花（回族）、缪昌文、颜福星、潘一乐、潘多（藏族）、薛守琴、穆西南、鞠宝才

## 浙江（90人）
卜昭晖、王玉娣、王永明、王刚、王佩君、王辉忠、毛昭晰、毛宾尧、卢文舸、叶文玲、叶如棠、叶哲明、叶继革、白骅、冯明光、邢贲思、成央珍、吕聪敏、庄启传、许行贯、杜自弘、李如成、李泽民、李居轩、李玲蔚、杨仁争、杨成涛、杨国栋、杨明志、汪惠芳、沈爱琴、沈静珠、张三莉、张秀夫、张念慈、张家仁、张蔚文、张德江、陈华姣、陈红冰、陈春英、陈俊亮、陈继来、茅威涛、林华中、林希才、金鑫、郑小明、郑尚金、项秉炎、项剑萍、赵林中、南存辉、柯茜茜、钟小毛（畲族）、钟山、姚克、姚海根、袁荣祥、夏益昌、柴松岳、钱兴中、徐志纯、徐承楠、徐朝兴、翁礼华、郭学焕、黄小连、盛昌黎、常沙娜（满族）、章凤仙、章猛进、章锦湘、彭珮云、葛英姿、董伟平、董君舒、蒋福弟（回族）、傅一鸣、鲁冠球、谢庆健、雷招珠（畲族）、虞中英、裔根娣、裴鲁青、樊式洲、樊彩声、滕增寿、潘云鹤、潘春娟

## 安徽（112人）
丁士匡、丁明伟、于祖尧、万利云、马元飞、马兴教、马怀柱、王广平、王太华、王邦杰、王吉鹏、王华清、王绍华、王效金、凤懋润、方兆祥、孔繁超、叶秀华、冯文成、西怀英、朱玉明、朱运阔（回族）、朱清时、朱维芳、刘广才、刘伟、许梅花、孙广云、杜宜瑾、李一峰、李中庸、李方文、李向玲、李迅、李和中、李浩、李道豫、杨柳青、杨振怀、杨振斌、杨爱光、杨能玉、杨续喜、束怀德、肖正海、吴邦国、吴华夏、吴莉芳、何平、何成国、汪河池（土家族）、汪春兰、汪洋、迟秋燕、张文超、张玉梅、张自立（回族）、张秉臣、张贺林、张家顺、张雪芬、张琳、张辉、张德诚、陈心昭、陈松林、陈宗明、陈荣珍、尚传壁、金会庆、金海苹、周公顺、周正庆、周古廉、周本立、周光召、周光全、郑永飞、郑牧民、孟富林、赵师庆、赵国屏、赵颍南、胡平平、胡绍水、胡晓华、侯露、洪天求、夏存伶、柴修连、徐立全、徐炎、徐宝圻、高子兰、高福明、席蔚菁、蒋作君、程凤谷、程建国、傅爱国、储金霞、童怀伟、谢群、靳熙伦、路凤鸣、蔡其华、蔡鸿起、臧世凯、潘华、潘金根、薄燕怀、戴琦

## 福建（64人）
习近平、邓力平、邓晓薇、卢亨齐、卢金来、帅金高、冯玉兰、许金和、苏昌培、巫秀美、李川、李天森、李顺堤、李家宝、杨春波、杨银玉、吴乃国、吴建华、何少川、何立峰、宋德福、张汉辉、张帆、张华安、张家坤、张斌生、陈日亮、陈光毅、陈明义、陈明枢、陈明魁、陈建生、陈章良、陈辉庚、陈福胜、陈慧珠、林秀娥、林强、林群、欧阳元和、罗干、周金伙、周贻赐、郑秀琴、钟梅允（畲族）、饶作勋、洪永世、袁启彤、徐承云、翁福琳、高佳敏、高翔、黄长溪、黄文麟、黄泰康、梁婉卿、曾金凤、游宪生、谢联辉、楷清海（高山族）、赖爱光、蔡奇、薛国强、魏可镁

## 江西（79人）
于果、王仕筠、王坚、王明善、王鱼门、厉志成、卢秀珍、叶如美、兰玉招（畲族）、朱友林、朱张才、朱育理、朱绿绮、伍自尧、伍显硕、危朝安、刘伟平、刘远长、刘炎玲、刘宜柏、刘政民、刘夏石、江小莹、许进来（高山族）、许炎莲、严志峻、李小平、李庆云、杨建兴、杨健、肖毅、吴明辉、余品华、余修炎、余鼎革、宋军、张惠衡、张裕衡、陈世旭、陈达恒、陈成之、陈俐、陈癸尊、罗明、周绍森、周群珠、郑柳英、胡振鹏、胡淑华、柳斌、钟八莲、钟起煌、姜亮、宫正、倪贤伍、徐俊如、徐晓泉、徐新明、高运甲、涂绪珍、黄天纵、黄智权、梅美华、曹二俚、曹罗生、戚善宏、崔乃夫、崔阳生、彭宏松、舒圣佑、舒晓琴、舒惠国、曾庆红、温新华、雷纪文（畲族）、虞中一、雍忠诚、颜龙安

## 山东（184人）
丁忠平（回族）、于希信、万珊珊、马先富、马仲才、马金忠、马思爱（回族）、王义锡、王夫先、王友昌、王玉芬、王玉梅、王刚、王廷础、王延康、王守东、王志中、王志民、王丽（女，回族）、王秀君、王佃江、王启成、王涛、王家瑞、王敬东、王新春、牛惠兰、尹焰、邓宝金、石军、卢林元、田素华、田德全、冯怡生、毕四海、曲格平、朱长富、庄万、刘义发、刘凤（蒙古族）、刘凤仙、刘加坤、刘伟、刘庆玲、刘学景、刘政、刘统侠、刘振亚、刘新国（蒙古族）、关美华、江保安、汤建梅（回族）、汤家永、孙守璞、孙启玉、孙茂才、孙源正、孙德汉、牟书令、纪玉君、苏寿堂、杜世成、杜德富、李长顺、李凤云、李文全、李玉妹、李田祚、李秀英、李国贤、李建华、李春亭、李春圃、李咸亭、李选民、李洪信、李莉、李桂祥、李梅芳、李景常、李登海、李德章、杨兴富、杨金镜、杨秋萍、杨晞流、杨淑英、杨绵绵、连方、吴卫平、吴天文、吴泽浩、吴官正、邱为峥、余诚刚、谷建芬、邹宪光、汪峡、宋树森、宋益乔、迟玉才、张士平、张凤祥、张乐岭、张执政、张廷贵、张志焜、张建国、张家岭、张敏、张蓉、张慧娟、陈永兴、陈光、陈宝昌、陈健、邵峰晶、林书香、金兰英（回族）、金仲英（回族）、周凤先、周百凤、周厚健、周鸿兴、周瑶琪、郑万升、郑和平、孟红霞、孟宪铎、赵玉兰、赵玉美、赵平年、赵志冰、赵志浩、赵树丛、赵海玲、郝建枝、相建海、逄先知、姜健、姜翠波、宫洪平、贺端湜、秦灿石、贾万志、夏立德、晁中胜、徐寅生、奚霞（满族）、翁维权、高仁人、高鸣燕、郭兆信、郭跃进、郭铮、唐与山、唐厚运、焉荣竹、黄可华、黄胜、黄涛、龚应珍、崔学文、崔寓黔、康凤英、彭开宙、葛洪升、董宜祥、董翠娜、蒋明麟、韩喜凯、曾文冲、曾呈奎、温孚江、谢义行、谢玉堂、谢立信、解家英、蔡秋芳、管华诗、谭福德、翟守才、霍俊萍、鞠立民

## 河南（164人）
丁广治（回族）、万隆、马万令、马玛瑙（回族）、马忠臣、马树彬、马宪章（回族）、王子镐、王少卿、王玉华、王玉宇、王发水、王成来、王全书、王纪年、王留荣、王梦恕、王银忠、王淑梅、王富龙、王富均、王殿勋、牛学忠、方刚、方晓宇、孔玉芳、邓亚萍、邓同美、邓志芳、申景仁、田承忠、史来贺、史培德、付兰香、付志方、白清才、冯春河、冯凌云、吕茂盛、吕信贻、朱治国（回族）、乔金岭、任克礼、刘中一、刘玉、刘世铭、刘志华、刘其文、刘典立、刘学勤、刘宝琦（回族）、刘炳银、刘敏珊、刘增杰、关福昌（满族）、许志道、孙兰卿、孙秀兰、孙尚俭、孙前聚、孙鸿烈、买永玲（回族）、买望真（回族）、纪华（满族）、杜耀敏、李义超、李日旭、李成玉（回族）、李至兴、李克强、李怀清、李松武、李国安（回族）、李学斌、李经谋、李菊根、李斌、李道民、李新民、李福乾、杨景宇、杨德恭、肖红（满族）、吴天喜（回族）、吴忠相、吴祖煜、余永红、余恒、余彩莲、宋丰年、宋国华、宋秋梅（壮族）、宋洪武、张广兴、张世霖、张汉英、张百良、张保振、张素景、张恩珠、张玺钧、张海、张海燕、张敏、张皓若、张新亚、张德广、陈义初、陈全国、陈秀梅、陈国桢、陈奎元、陈效国、陈难先、陈献智、范兆源、林艾英、林作楫、虎美玲（回族）、和瑞芝、季新昌(蒙古族)、金宏一（回族）、金星、周以忠、周晓春、封励行、赵存献、赵明恩、赵钟恒、赵炳申、赵铁锤、胡志通、南振中、钟力生、侯宗宾、姚文俊、姚秀荣、姚聚川、袁崇孚、耿建国、贾连朝、贾瑞琴（回族）、夏宗勇、徐济超、高国团、郭中奎、郭自安、郭振乾、唐祖宣、陶丽华、陶新霞、黄廷远、黄兴维、黄海嵩、曹策问、崔新芳、梁长俭、董兰香、释永信、鲁国亭、路法尧、裴群国、薛定海、冀丙祥

## 湖北（127人）
万安培、马金魁、马荣华、马晓玲（回族）、马跃、王平、王守海、王丽、王亨君、王良仁、王泽洪、王建群、毛可春、毛冬声、文嫦娥、方正杰、计苾华、邓国政、叶昌保、田玉科（土家族）、司久义、朱作言、朱黎阳、任世茂、向明珠、刘友凡、刘本仁、刘彦平、刘珩、刘恩学、刘家栋、刘银昌（土家族）、刘鹏、关广富（满族）、江泽熙、池莉、许立伟、孙友元、孙志刚、孙昌松、纪本涛、花禄森、苏晓云（土家族）、苏燕、杜云生、李达开、李国进、李明贵、李岩、李宗琦、李绪鄂、吴仪、吴勉坚、余风盛、余笑予、汪定国、张世端、张乐文、张永政、张寿、张国光、张昌尔、张荣国、张炳惠、张富荣、张新安、陆佑楣、陈亿毅、陈生俊(土家族)、陈冬芝、陈立洲、陈明洁、陈勇、陈笑霖、陈智周、陈新、邵树人、林上元、林宗寿、明云成、罗日炎、周兴仁、周秀芬、周作亮、周宝生、周济、孟金陵、赵戈、赵双桂、赵地、赵咏秋、胡昌民、侯杰昌、洪可柱、姚绍斌（苗族）、贾志杰、夏菊花、翁行德、郭大孝（土家族）、郭生练、郭仲藩、郭庆元、陶武成、陶驷驹、姬建强（回族）、黄利鸣、龚霞玲、阎增福、梁建国、彭勇、蒋昌忠、蒋祝平、程耀坤、童惠娟、童道友、游安才、谢圣明、鄢先凤、雷新泉、简群（土家族）、鲍隆清、蔡方柏、谭功炎、熊同发、熊家珍、缪顺、戴丽莉

## 湖南（120人）
丁松、马英、王汀明、王兆虹、王抗援、王克英、王宋大、王茂林、王道生、王锡炳（土家族）、毛泽平、孔令志、邓国强、邓威特（壮族）、厉以宁、龙开娥（侗族）、龙志平（苗族）、田大伦、匡彦博、朱正芳、朱金琳（土家族）、朱皖、朱镕基、任炳南、刘玉娥、刘冬荣、刘永山、刘欢生、刘泗元、刘学明、刘赵黔、刘美球、刘晓、刘湘涛、刘湘溶、许云昭、许炳堂、孙菊四、孙菊良、杜远明、李友妹（苗族）、李介南、李必湖、李刚铤、李安、李志辉、李松龄、李明菊、李常水、李慎典、杨正午(土家族)、杨重喜、杨敏之、吴志泉、吴佳妹（苗族）、吴宗源（侗族）、吴振汉、何卫红、何述金、余克建、汪辉、张云川、张日平、张昌平、张保华、张剑、陈人水、陈本忠、陈叔红、陈晓芳、陈德铨、陈露霞、武吉海（苗族）、武俊瑶、罗海藩、罗棣庵、周汉湘、周兆达、周伯华、周道炯、周群初、郑茂清、官春云(蒙古族)、赵小刚、赵荣（瑶族）、胡资生、钟名智、钟志华、段有林、姚铮镕、袁熙、贾永华、徐国武、徐宪平、凌宇（苗族）、高德、唐美英、黄培劲、黄琼瑶、黄湘平、曹亚、章锐夫、梁稳根、彭学明(土家族)、彭家钧(土家族)、董志文、蒋运宇、蒋建国、程立新、储波、曾庆炎、曾建徽、曾筱萍、谢平、谢佑卿、谢伯阳、谢康生、蔡力峰、潘贵玉、戴菊芳

## 广东（160人）
王竹梅、王兆成、王兆林、王岐山、王佛松、王桂珍、王骏、毛宇峨（满族）、方苞、邓祖选、古华民、古兆圣、古威、卢钟鹤、卢瑞华、叶雄干、申丹、田纪云、史小予、吕雪亮、朱添华、朱森林、庄礼祥、刘之券、刘文杰、刘宁、刘会冲、刘观送、刘容森、刘耀玲、江东海、许雁、孙稚雏、红线女、麦红、苏子锐、苏志刚、苏泽群、杜元流、李力、李子彬、李元元、李长春、李玉娟、李兰芳（满族）、李志华、李沛然、李国杰、李国强、李宝群、李孟陆、李绍珍、李经纬、李晓方、李银霞（壮族）、李鸿忠、李瑞源、李新家、杨华维、杨钦欢、肖扬、肖钢、吴广球、吴华南、邱健行、何宏铭（壮族）、何武全、何俭强、何美仪、何德先、佀志广、佟星、余尚林、张汉青、张伟基、张志萍、张明彪、张春林、张亮、张桂溪、张梅颖、张帼英、张铭熙、张超球、张湘伟、陆百甫、陈平乐、陈伟忠、陈伟荣、陈冰、陈丽妮、陈妙珍、陈国强、陈明德、陈学希、陈建辉、陈玲、陈雪英、陈紫芸、陈善云、陈滋英、林树森、林振中、林墉、林曙光、欧绍燕、罗英发、罗富和、周日方、周励群、郑玉书、郑卓辉、赵秀珍（瑶族）、胡炳榴、柯岩（满族）、柳传志、钟光超、钟学义、钟慧萍、凌伯棠、凌艳、唐海英（瑶族）、唐淑蓉、黄子强、黄龙云、黄伟光、黄观华、黄丽辉、黄国胜、黄忠勇、黄炳章、黄福永、黄德明、崔勋、梁广大、梁戈文、梁伟发、梁绍棠、梁添胜、梁煦宏、彭文星、蒋海鹰、覃卫东、程誌青、傅汉洵、曾庆申、曾昭科、温鹏程、温耀深、游景玉、谢小银、谢太俭、谢先德、谢颂凯、谢强华、廖耀宪、谭国荣、霍应波、霍福华、戴杰

## 广西（90人）
丁廷模、丁关根、马飚（壮族）、王书庆、韦月荣（壮族）、韦文林（壮族）、韦自力 (毛南族)、韦兆忠（壮族）、韦泉英（壮族）、韦家杰（壮族）、韦继松（壮族）、韦敏翠（壮族）、韦清文、韦媚芬、车荣福、文和群、方皓、邓文（壮族）、卢卫中、卢丽芬（壮族）、卢盛炳（苗族）、刘庆宁（壮族）、刘洪、刘碧清、孙瑜（壮族）、严克强（壮族）、李立明（壮族）、李自明、李兆焯（壮族）、李金早、杨才寿、杨炳忠（壮族）、杨道喜、吴承德（苗族）、岑鸿平、何玲 (京族)、何培嵩（壮族）、邹节明、宋继东、宋集思、张月英、张廷登（壮族）、张祖南（壮族）、张景德（壮族）、张慕洁、陆云（壮族）、陆玉英（壮族）、陆宁宁（壮族）、陆炳华（壮族）、奉恒高（瑶族）、林东池（壮族）、林灿（壮族）、林国强、罗社高（壮族）、周英明（壮族）、周祖森（瑶族）、孟国才、赵小嫒、赵富林、胡江耀（侗族）、姚美兰、莫军（壮族）、莫振汉（壮族）、夏宝芳、倪龙生、唐佩珠（壮族）、黄方方（壮族）、黄兰英（壮族）、黄诚（壮族）、黄格胜（壮族）、黄道伟、曹伯纯、银景生 (仫佬族)、梁雨祥、梁焕新、蒋纯基、覃芳平（壮族）、覃秀全（壮族）、覃建平（壮族）、覃珑（壮族）、覃瑞祥、覃福珠（瑶族）、程思远、温吉粦、詹宗佑（壮族）、蔡永伦、廖能成（壮族）、熊炳刚（壮族）、潘忍姣（壮族）、潘爱群（壮族）

## 海南（19人）
丁石孙、王广宪、王光兴、王法仁、王学萍（黎族）、王信田、王桂兰（黎族）、王倓、阮崇武、杜青林、杜碧兰、吴葵光、汪啸风、陈孙文、陈志荣（黎族）、陈桂花（黎族）、林玉权、周松、黄文胜（黎族）

## 重庆（58人）
于汉卿、王云龙、王世傅、王利明、甘宇平、白礼西、邢元敏、向仲怀、刘中慧（土家族）、刘纪原、刘志忠、刘重来、江从寿、许由、许志琴、许嘉璐、孙永福、李承琨（土家族）、李梦九、李德水、杨茂超、束一德、肖允徽、吴旭峰、余敏、汪林林、张元铸、张传斌、张国安、张宗海、张德邻、陈万志、陈万里、陈上华、陈吉元、陈国芬、陈鸿、罗中立、罗海均、金烈、赵公卿、赵学清、姚建全、姚珍薇、贺国强、袁昌玉、钱书远（苗族）、郭代仪、焉华征、黄席樾（回族）、黄家夫（苗族）、彭复生、董德明、曾元禄、谢平、蒲海清、廖长光、熊秀杰

## 四川（150人）
于明强、土登尼玛（藏族）、马开明（彝族）、马贵珍（彝族）、王力、王可植、王充翁（藏族）、王安的、王如岑、王雨顺（藏族）、王金祥、王治仲、王诗文（藏族）、王荣轩、王家福、王景荣、水普老毛（彝族）、尹志君、邓剑、卢道猜、甲灯·洛绒向巴（藏族）、田继万、史有作（彝族）、代先禄、尼妹（藏族）、朱天开、朱文明、朱祖良、朱盛科、伍精华（彝族）、任正隆、任作瑛、刘运生、刘佑林、刘应明、刘其山（苗族）、刘昌杰、刘晓凤、刘晓峰、许君健、牟绪珩（土家族）、纪尽善、杜元耀、杜江、杜定慧、李之侠、李方政、李平伟、李乐民、李达昌、李克明、李家顺、李继开、李敦伯、李蒙、杨占昌、杨礼康、杨刚才、杨如兰、杨志文、杨析综、杨松英 (羌族)、杨宗义、杨洁（彝族）、杨崇汇、杨敏、杨路、肖池权、吴因易、吴晓萍、吴登昌、何成礼、何明芬、何清瑞、何琼英、何碧英、佘国华、余大全、邹广严、邹家华、邹朝碧、宋合生、宋宝瑞、张中伟、张安居、张作哈（彝族）、张应文、张林、张国辉、张居平、张惠国、张照荣、陈大鹏、陈达芬、陈光志、陈德静、苟彦云、范元、林左鸣、欧阳城、周永康、周维莲、泽巴足（藏族）、孟俊修、赵平、赵宗政 (白族)、赵敏光、胡先春、胡华超、胡敏、钮小明、段维义、费子文、姚忠仪、贺小平 (布依族)、袁景葵、索观涛（藏族）、夏鸿辉、晏玉清、徐松南、徐静、高显明、唐宁、谈廷凤、陶武先、陶晞晦、黄永光、黄学玖、黄学美、黄寅逵、黄锦华、曹庆泽、梁大碧、梁德荣、葛燎原、蒋世忠（回族）、舒维双、普天英（彝族）、曾孝平、曾宪林、谢天刚、谢世杰、谢明道、蓝新国、裴娟、翟文蓉、樊世英、滕玉和、滕彩元、衡玉芳

## 贵州（65人）
王向规、王寿亭、王应学、王国昌、王思明（布依族）、王朝文（苗族）、韦月彩（水族）、龙明伍（苗族）、龙耀宏（侗族）、卢万里、伍正兰（布依族）、向德洪、刘方仁、刘玉林、刘晓凯（苗族）、江国兴（侗族）、孙国强、苏晓庆、李大学、李平、李金生、李碧云（苗族）、杨长槐（侗族）、杨叔驹（侗族）、杨琼（苗族）、杨雍哲、杨慧珠、吴学香、吴筑惠、何成玉（蒙古族）、邹开良、张玉环、张芝庭、张春（苗族）、陈天文（布依族）、陈迅、陈远武、武鸿麟、易胜金、罗芳恒（布依族）、罗尚才（布依族）、周万成、周锦、周德芬、赵家兴、胡锦涛、相小青、施兴桃、姚琼（仡佬族）、班安芬（苗族）、袁周、莫时仁（布依族）、顾庆金、钱运录、徐端夫、殷文霞、黄立栋（土家族）、黄康生（布依族）、曹志、梁明德、傅传跃、禄天旭（彝族）、禄文斌（彝族）、蒙启良（苗族）、戴振华（土家族）

## 云南（89人）
马忠仁（独龙族）、王天玺（彝族）、王世坤、王永奎（壮族）、王志东、王明龙、王佳敏（苗族）、王学仁、王学智、尹俊（白族）、龙兰（彝族）、卢云伍、卢邦正（彝族）、卢昌泰（壮族）、白成亮（哈尼族）、令狐安、冯家聪、毕虹（彝族）、曲良（傈僳族）、曲路（怒族）、朱志强、朱维华、江普生、李为民（哈尼族）、李玉雪、李向阳（藏族）、李如忠（拉祜族）、李红民（彝族）、李玛琳、李现武（白族）、李宝莲（德昂族）、李珍莲（瑶族）、李映德（白族）、李洪辅（回族）、李勇（哈尼族）、李铁映、李海英（彝族）、李维林、李裕光、李嘉廷（彝族）、杨开明、杨兴发（彝族）、杨应楠、杨建甲、杨崇龙、杨崇勇（满族）、杨绪佳、杨福生（哈尼族）、吴家梁、邱三益（傈僳族）、余吉安、沈安波、张成寅、张宝三、张荫林、张美琼（基诺族）、张培光、张淼、陈家会、林文兰、林韻民、岩庄（傣族）、罗正富（彝族）、罗志泽（傣族）、罗惠安、和段琪（纳西族）、和润才（普米族）、征鹏（傣族）、庞锡钧、郑成思、郑春敏、宗庸卓玛（藏族）、赵仁全（白族）、赵钰、段兴祥、俸红莲（布朗族）、倪光祖、曹云忠、彭增梅（彝族）、锁飞（回族）、普云山（彝族）、普朝柱、雷冯庆（景颇族）、雷翁团（阿昌族）、腾二召（傣族）、管国芳（傣族）、熊金琼（苗族）、滕藤、魏学先（佤族）

## 西藏（19人）
才旺班典（藏族）、王建平、永仲嘎瓦（藏族）、达崩（珞巴族）、列确（藏族）、多吉次仁（藏族）、多吉泽仁（藏族）、次仁（藏族）、江村罗布（藏族）、李国华（女）、阿沛·才旦卓嘎（藏族）、帕巴拉·格列朗杰（藏族）、单增次旺（门巴族）、洛桑（藏族）、洛桑江村（藏族）、热地（藏族）、益西央宗（藏族）、康金（藏族）、梁殿臣

## 陕西（67人）
丁中智、于小文、万学远、万绍芬、山仑、马大谋、马中平、马平、马平一（回族）、马克宁、马铁山、王西京、王戍堂、王伟、王李广、王葆存、牛玉琴、孔祥梅、艾丕善、卢刚、史兴全、冯煦初、巩德顺、刘三阳、刘华国、刘孝文、池群、李元虎、李成博（满族）、李华、李建国、李谠、李殿荣、杨忠、佟绍成（满族）、汪昭贤、张小可、张立同、张海南、张燕、陈双全、陈有德、陈宜亨、周卫健、周若祁、周廉、庞家钰、居林华、赵黎明、荣海、柳随年、桂中岳、党磊、徐山林、徐保凤、高存德、高素华、郭凤莲、黄钟、曹莲芝、常文质、蒋正华、韩伟、韩耀武、程安东、雷仁义、戴证良

## 甘肃（46人）
丁泽生（回族）、马国昌（回族）、马香梅（保安族）、马鸿烈、王国文、王金堂、王素银、卢克俭（藏族）、申效曾、白淑贞（东乡族）、冯云海、朱志良、朱作勇、朱廉宝、仲兆隆、齐文燕、安永红（裕固族）、孙英、李子奇、李发伸、李春英（回族）、杨金义、杨森（回族）、张海兰、陈守杰、陈学亨、赵金保、赵宝生、郝晓玲、侯殿禄、饶凤翥、姚檀栋、聂大江、倪安民、徐拴龙、高文华、高金荣、高复、郭琨、阎海旺、董淑芳、董喜海、蒋延东、温家宝、嘉木样·洛桑久美·图丹却吉尼玛（藏族）、德哇仓（藏族）

## 青海（18人）
马培华、马福海（回族）、王汉民、邓本太（藏族）、白恩培、任金福、江格（藏族）、江瑜、杨菲菲、张肖、卓玛吉（藏族）、宦爵才郎（藏族）、高永红（蒙古族）、蒋心雄、蒋洁敏、韩尚文（撒拉族）、喇秉礼（回族）、鲍义志（土族）

## 宁夏（18人）
马万林（回族）、马启智（回族）、马昌裔（回族）、马金虎（回族）、马桂芬（维吾尔族）、马瑞文（回族）、毛如柏、冯之浚（回族）、朱振林、杨生礼（回族）、杨永山（回族）、张小素、胡庆和、钱其琛、徐贵、高永年、韩有为（回族）、裘志新

## 新疆（58人）
马力克（乌孜别克族）、马合木提·买买提（维吾尔族）、王乐泉、王传友、王桐、木合买提（塔塔尔族）、瓦什尕·丽扎·丽达（俄罗斯族）、尹克升、玉素因·玉素甫（维吾尔族）、艾孜再姆·艾买提（维吾尔族）、布鲁尕（蒙古族）、司马义·哈提甫（维吾尔族）、吐尔逊娜依·依布拉音江（维吾尔族）、肉孜·古力巴依（塔吉克族）、朱健（回族）、伊弟利斯·阿不都热苏勒（维吾尔族）、刘传振、刘守仁、关桂珍（锡伯族）、许鹏、买买提明·牙生（维吾尔族）、玛依努尔·哈斯木（维吾尔族）、苏丹·张波拉托夫（哈萨克族）、李宏规、何秉贤、库尔班江·买买提（维吾尔族）、沙地克·卡日阿吉（维吾尔族）、沙玛尔汗·乌斯满（哈萨克族）、张瑞圃、阿山拜克·吐尔地（柯尔克孜族）、阿扎提·苏里坦（维吾尔族）、阿木冬·尼牙孜（维吾尔族）、阿不列孜·排祖拉（维吾尔族）、阿不来提·阿不都热西提（维吾尔族）、阿不都热合曼·艾力（维吾尔族）、阿不都热合满·克然木（维吾尔族）、阿迪力·吾守尔（维吾尔族）、阿勒布斯拜·拉合木（哈萨克族）、林天锡、迪拉娜·艾山（维吾尔族）、帕力旦·阿不都热合曼（维吾尔族）、帕力旦·阿德尔汗（哈萨克族）、周建华（回族）、周珠华、居来提·买买提明（维吾尔族）、赵国玉、柯赛江·赛力禾加（哈萨克族）、哈孜·艾买提（维吾尔族）、祖丽菲娅·阿不都卡德尔（维吾尔族）、姚永锋、铁木尔·达瓦买提（维吾尔族）、徐思益、高建功、郭敏杰、解生瑞、霍毅、戴明梓、瞿文智

## 香港（36人）
马力、王英伟、王敏刚、卢重兴、邬维庸、刘佩琼、李伟庭、李连生、李泽添、李宗德、李鹏飞、杨耀忠、吴康民、吴清辉、陆达兼、陈永棋、陈有庆、范徐丽泰、罗叔清、郑耀棠、姜恩柱、费斐、袁武、倪少杰、黄光汉、黄宜弘、黄保欣、曹宏威、廖烈科（1998年離世，其議席由梁秉中補上）、释智慧、曾宪梓、曾德成、温嘉旋、简福饴、谭惠珠、薛凤旋

## 澳门（12人）
王启人、刘艺良、李成俊、杨允中、杨秀雯、吴仕明、何厚铧、柯正平、贺一诚、唐星樵、黄枫桦、潘玉兰

## 台湾（12人）
刘亦铭、杨国庆、张永钧、张希东、陈贵州、陈蔚文、范增胜、胡亚芳（高山族）、洪涛、梁燕君、蔡胜定、魏丽惠

## 解放军（267人）
丁玉才、丁兆乾（回族）、丁寿岳、卜庆君、于永波（满族）、于振武、马卫东（藏族）、马伟明、马殿圣、王仁银、王文惠、王永宁、王伟、王志成、王志学、王志豪、王克、王良旺、王英洲、王国田、王育敏、王泽民、王贵勤、王宪、王祖训、王统业、王涛、王琪、王瑞林、王新风、毛用泽、方登华、孔祥锵、巴忠倓、邓永良、邓宏、邓昌友、邓鸿模、石宝源、卢普阳、卢登华、叶爱群、田书根、田绍奇、史玉孝、史永善、白连合（满族）、兰保景、奴尔曼·克里木（维吾尔族）、吉志军、曲方桓、朱文泉、朱永清、先开润、任丽蔚、任佩瑜、刘久军、刘长富、刘书明、刘永治、刘亚红、刘志艳、刘明璞、刘荫超、刘振来（回族）、刘逢君、许志龙、许胜、孙兆群、孙志强、孙丽英（满族）、孙忠同、孙承军、孙堂、杜铁环、李九龙、李凤洲、李文光、李永忠、李永泰（朝鲜族）、李永德、李同茂、李来柱、李兵、李贤玉（朝鲜族）、李秉桥、李学通、李春河、李素平、李晓坤、李恩、李新良、李衡、杨书龙、杨玉书、杨伟炎、杨运忠、杨丽、杨英昌、杨学军、杨朝宽、杨蓉娅、杨毅刚、杨澄宇、肖兴明、时权、吴玲玲（回族）、吴继科、邱金凯、邱衍汉、邱健、何乃明、何世彪、何平、何善福、谷善庆、邹永钊、汪德源、汪潮海、沈荣骏、沈晓辉、沈雪哉、沈善文、宋文汉、宋祖英（女，苗族）、宋清渭、迟浩田、张万年、张仁忠、张文台、张东盛、张立志、张伊宁、张进宝、张连忠、张希光、张序三、张国初、张明远、张学东、张宝康、张树云、张树田、张振华、张莉、张海天、张棉生、张智、陆凤彬、陈开礼、陈玉杰、陈正汉、陈庆云、陈明山、陈显华、陈章元、陈添林、陈锦彪、陈翠萍、陈潜、范长龙、林永年、欧金谷、岳宣义、金仁燮（朝鲜族）、金古阿格（彝族）、金矛、金昌吉（朝鲜族）、周友良、周文元、周克玉、周坤仁、周美华、周遇奇、郑申侠、郑仕超、郑守增、郑金雷、郑炳清、郑洪涛、赵卫国、赵月新、赵书月、赵可铭、赵丛（满族）、赵兴录、赵英富、赵国钧、赵拴龙、赵荣堂、赵新先、胡世祥、胡春福、胡爱玲、柳凤举、钟声琴、侯刚、施安廷、洛桑曲珍（藏族）、宫云战、骆正平、秦江昌、袁兴华、耿莲凤、聂力、莫四海（壮族）、贾丹兵、贾文先、贾茂荣、贾富坤、徐又寅、徐承云、徐振忠、徐根初、徐惠滋、高同声、高守维、郭凤岐、郭玉祥、唐天标、黄玉章、黄民强、黄勇（蒙古族）、黄素嘉、曹双明、曹学德、戚庆伦、龚惠芸、崔毅、符廷贵、康成元、梁计秋、梁保锦、寇宪祥、隋永举、隋绳武、隗福临（满族）、彭小枫、彭楚政（土家族）、彭翠峰、葛成文、葛振峰、董良驹、韩生峰、韩金豹、韩瑞阶、粟戎生（侗族）、景学勤、程宝山、程晓健、傅全有、傅鸿基、傅渤海、傅翠和、童天云、温玉柱、温光春、谢光、蒲荣祥、蒙进喜、詹忠富、蔡仁山、蔡继表、臧文清、熊自仁、樊根深、魏长安

## 代表变动情况

### 补选代表
- 香港：梁秉中
- 云南：杨崇勇（满族）、徐荣凯
- 辽宁：王大操、顾秀莲（女）、韩述岐
- 黑龙江：孙魁文、宋法棠、赵学礼、王涛志、石忠信
- 浙江：杨仁争、王刚
- 山东：朱长富、杜世成、张高丽
- 四川：陈光志、周维莲（女）、杨崇汇、周永康
- 贵州：钱运录、蒙启良（苗族）
- 内蒙古：卢德勋、乌云其木格（女，蒙古族）
- 江苏：季允石、盛华仁
- 安徽：王太华
- 河南：李克强、杜耀敏
- 海南：王学萍（黎族）、白克明
- 宁夏：杨永山（回族）
- 新疆：沙玛尔汗·乌斯满（哈萨克族）
- 福建：习近平、宋德福
- 河北：王旭东、钮茂生（满族）
- 湖南：徐宪平
- 广西：马飚（壮族）、李金早、林国强、黄方方（壮族）
- 北京：刘淇、于均波
- 上海：朱丽兰（女）
- 江西：王昭悠、孟建柱
- 西藏：郭金龙
- 澳门：崔世平
- 湖北：俞正声
- 陕西：范肖梅（女）
- 甘肃：宋照肃
- 青海：苏荣

### 辞去代表职务
- 四川：黄工乐
- 辽宁：鲍振东（蒙古族）、杨文通
- 贵州：兰天权（苗族)
- 山东：刘建志
- 黑龙江：赵宗乙、姜亦栋、曹广亮

### 罢免代表资格
- 浙江：孙炎彪
- 江西：韩景昌
- 河南：张昆桐、李福
- 广西：佘国信、成克杰（壮族）、柯家庆、莫军（壮族）、莫振汉（壮族）
- 福建：谢永武
- 湖南：张秀发
- 四川：张育仁
- 河北：丛福奎、张二辰
- 广东：张桂溪、李经纬
- 陕西：王李广
- 辽宁：慕绥新
- 云南：李嘉廷
- 江苏：薛守琴（女）、赵学凤
- 贵州：卢万里
- 吉林：桑粤春（满族）
- 安徽：李和中

## 外部連結
- 第九屆全國人大代表名單